# Lotus polyphyllos
Lotus polyphyllos là một loài thực vật có hoa trong họ Đậu. Loài này được Clarke miêu tả khoa học đầu tiên.